# 恩里克四世 (卡斯蒂利亞)

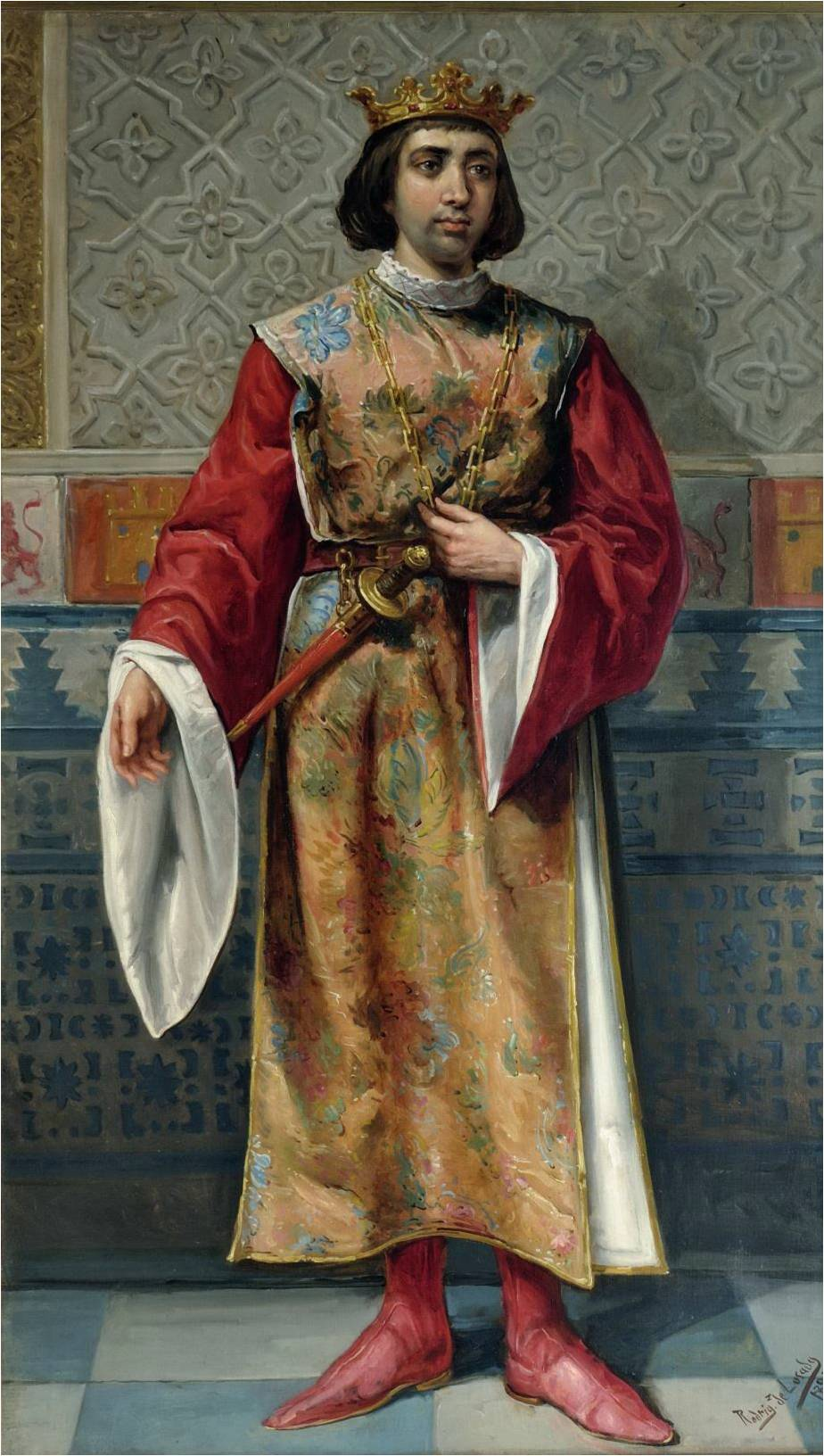
(無能者)恩里克四世的畫像

恩里克四世（Enrique IV de Castilla，又名 «el Impotente»（無能者）1425年1月5日—1474年12月11日），卡斯提爾國王（1454年－1474年）。他是卡斯提爾國王胡安二世與第一任妻子亞拉岡的瑪麗亞的兒子、伊莎貝拉一世的異母兄長。
1440年，恩里克四世十五歲時，娶了表姐納瓦拉的布蘭卡公主。他們的婚姻並不美滿。1453年，恩里克要求離婚。一位官員檢查時布蘭卡竟然被證實仍為處女，教皇以「巫師阻止了恩里克的房事」為由，宣布他們離婚。離婚後，布蘭卡被送回納瓦拉，遭到家人的囚禁。
1455年，恩里克四世與葡萄牙國王阿方索五世的妹妹瓊結婚。經過六年的婚姻，終於在1462年，瓊生下一個女兒胡安娜。誕生了王位的繼承人的六年後，部分卡斯提爾貴族背叛國王。叛軍聲稱胡安娜公主不是國王的女兒，但實際上是第一任阿爾布開克公爵貝爾特蘭·德·拉庫伊瓦的女兒。當王后與主教的侄兒有另外兩個孩子更加強這一個假設。雖然許多當代歷史學家和編年史假定恩里克四世是無能，但是記載恩里克四世統治期間的皇家編年史是受到伊莎貝拉一世的統治和影響下修訂的，因為伊莎貝拉一世強烈希望將胡安娜證明是並非恩里克四世的子嗣。
其後恩里克四世以王后與豐塞卡主教的侄兒有兩個孩子的醜行而離婚。貴族們更是肆無忌惮。過長時間對立派別之間的衝突，恩里克四世終於在1464年同意他同父異母的妹妹伊莎貝拉在阿維拉成為他的繼承人，條件是要把她嫁給葡萄牙鰥居的國王阿方索五世。其實伊莎貝拉三歲時已與亞拉岡王儲斐迪南王子定婚，但是恩里克四世卻在六年後反悔，希望伊莎貝拉嫁給斐迪南王子的兄長納瓦拉的查理四世以達成戰略婚姻，但是遭查理四世拒絕。恩里克四世再於1464年2月又安排伊莎貝拉嫁給英國國王爱德华四世或是其弟格洛斯特公爵理查，卻遭愛德華四世拒絕，所以恩里克四世最後才要求伊莎貝拉嫁給鰥居的阿方索五世。後來伊莎貝拉卻打破這一規定的協議，仍嫁給亞拉岡的斐迪南王子。
1474年恩里克四世埋葬在聖瑪麗亞瓜，而旁邊就是他的母親亞拉岡的瑪麗亞。
恩里克四世去世後，卡斯提爾王位繼承戰爭開始。葡萄牙支持胡安娜，伊莎貝拉一世卻在她的丈夫亞拉岡國王斐迪南二世和法國支持下成為最終的勝利者。
| 恩里克四世 (卡斯蒂利亞) 特拉斯塔馬拉王朝出生于：1425年1月5日逝世於：1474年12月11日 | 恩里克四世 (卡斯蒂利亞) 特拉斯塔馬拉王朝出生于：1425年1月5日逝世於：1474年12月11日 | 恩里克四世 (卡斯蒂利亞) 特拉斯塔馬拉王朝出生于：1425年1月5日逝世於：1474年12月11日 |
| 統治者頭銜                                                                         | 統治者頭銜                                                                         | 統治者頭銜                                                                         |
| ---------------------------------------------------------------------------------- | ---------------------------------------------------------------------------------- | ---------------------------------------------------------------------------------- |
| 前任者： 胡安二世                                                                  | 卡斯提爾國王及雷昂國王 1454年–1474年                                               | 繼任者： 伊莎貝拉一世                                                              |
| 西班牙王族                                                                         |                                                                                    |                                                                                    |
| 前任者： 卡斯蒂利亚的埃莉诺                                                        | 阿斯圖里亞斯親王 1425年–1454年                                                     | 空缺下一位持有相同頭銜者：卡斯提爾的胡安娜                                         |
| 王位覬覦者                                                                         |                                                                                    |                                                                                    |
| 前任者： 胡安二世                                                                  | — 名义上的 — 亞拉岡國王 巴塞隆拿伯爵 (反對胡安二世) 1462年–1463年                  | 繼任者： 佩德羅五世                                                                |